# Вулиця Флінти (Львів)
Вулиця Зеновія Флінти — вулиця у Залізничному районі міста Львова, в місцевості Сигнівка. Сполучає вулиці Городоцьку та Самійла Величка.

## Історія
Вулиця прокладена у першій чверті XX століття в межах тоді ще підміського селища Сигнівка. Після входження селища до меж міста 11 квітня 1930 року, вулиці колишнього села були перейменовані або ж новоутвореним вулицям надавалися певні назви. Так, ще до 1936 року отримала назву вулиця Збожиль-Мерецького, на честь Александера Збожиль-Мерецького (1892-1918), підпоручика піхоти Війська Польського, кавалера ордена Virtuti Militari, учасника битви за Львів у 1918 році. Не раніше 1936 року вулицю Збожиль-Мерецького перейменовано на вулицю Збіжжеву. 1993 року вулицю Збіжжеву перейменовано на вулицю Зеновія Флінти, на пошану Зеновія Флінти, українського живописця.

## Забудова
Забудова вулиці Зеновія Флінти — одноповерховий конструктивізм 1930-х років, нові індивідуальні забудови.